# Фактологія. 10 хибних уявлень про світ, і чому все набагато краще, ніж ми думаємо
Фактологія. 10 хибних уявлень про світ, і чому все набагато краще, ніж ми думаємо (англ. Factfulness: Ten Reasons We're Wrong About the World - and Why Things Are Better Than You Think)  – книга Ганса Рослінга, шведського лікаря-академіка, професора Каролінського інституту, співзасновника та голови Фонду Гапмайндер (Gapminder). Вперше вийшла 3 квітня 2018 року у видавництві «Flatiron Books» (Нью-Йорк, США). Наразі перекладена 36 мовами, в тому числі українською. В Україні праця вийшла 2019 року у видавництві «Наш формат» (перекладач – Ірина Ємельянова).
«Ця книга - мій останній бій у повсякденній місії боротьби з руйнівним невіглаством... Раніше я озброювався величезними наборами даних, програмним забезпеченням, використовував енергійний стиль навчання щоби відкрити очі усім довкола. Та цього виявилось недостатньо. Однак я сподіваюся, що ця книга зробить неможливе», - Ганс Рослінг, лютий 2017 року.

## Огляд книги
Ми, люди, на прості питання про глобальні тенденції - який відсоток населення світу живе в бідності, чи зростає населення світу, скільки дівчат закінчують школу - систематично отримуємо неправильні відповіді. Все, що відбувається довкола, трактується нами, вченими, Нобелівськими лауреатами та інвестиційними банкірами, не краще, ніж це зробила б звичайна мавпа! 
У цій книзі відомий професор зі здоров’я, разом зі своїми давніми співробітниками, Анною та Улею, пропонує радикально нове пояснення звичних речей. Розкриває суть 10 інстинктів (Gap, Negativity, Straight Line, Fear, Size, Generalization, Destiny, Single, Blame, Urgent), які формують нашу точку зору, від простого сприйняття нових ЗМІ до наукового прогресу. 
Насправді ж, світ не такий страшний та непередбачуваний, ніж здається на перший погляд. І головною причиною цьому є ірраціональне мислення на упередженість. Реальних проблем не існує. Але коли ми весь час щось придумуємо, замість того, щоб сприймати реальні факти, то можемо втратити нашу здатність зосереджуватися на простих речах. І це є найбільшою загрозою. 
Книга «Фактологія» здатна змінити усталений спосіб бачення світу та запропонувати необхідні механізми для адекватного реагування на кризи й можливості майбутнього.

## Основний зміст
Ганс Рослінг вважає поділ світу на «розвинений» та «такий, що розвивається» застарілим. Наразі більшість країн є розвиненими. 
Опитування на початку книги показує, що з 10 тисяч опитаних 80% знають про світ менше, ніж звичайне шимпанзе. А це говорить про одне – вибірковість висвітлення фактів, тенденцій, подій. Людство отримує недостатньо інформації, щоб адекватно оцінити стан розвитку своєї цивілізації. 
На основі ґрунтовних досліджень, автори демонструють глобальні помилки нашого світосприйняття, та дають слушні поради, як розпізнати безпідставні узагальнення, заспокоїти страхи та сприймати реальність в позитивному світлі (а не лише з негативної точки зору). 
Книга складається з 10 розділів, кожен з яких присвячено певному інстинкту: негативу, розриву, страху, розміру, прямій лінії, узагальненню, долі, провині, єдиному ракурсу та терміновості. В 11 розділі фактологія розглядається на практиці.

## Цитати
«Одна з найважливіших книг, яку я коли-небудь читав, - незамінне керівництво для чіткого осмислення світу». - Білл Гейтс
«Фактологія» Ганса Рослінга, видатного міжнародного експерта з питань охорони здоров'я, - це книга про потенціал людського прогресу, що базується не на емоційності та пристрасті, а реальних фактах». - Барак Обама, 44-й президент США

## Номінації
Премія «Ділова книга року» в США (2018) - робота потрапила до розширеного списку бестселерів «Financial Times» і «McKinsey».

## Переклад українською
- Ганс Рослінг. Фактологія. 10 хибних уявлень про світ, і чому все набагато краще, ніж ми думаємо / Ганс Рослінг, Анна Рослінг-Рьонлюнд, Уля Рослінг / пер. Ірина Ємельянова. — К.: Наш Формат, 2019. — 320 с. — ISBN 978-617-7682-58-4.